# アナキズムと性
アナキズムと性（アナキズムとせい）では、アナキストたちによる性に関する言説について記述する。

## 概要
アナキズムはその成り立ちから「自由恋愛主義」の重要な支持者だった。後にアナルコ・フェミニズムや「レズビアン・ゲイ・バイセクシュアル・トランスジェンダー」（いわゆるLGBT）の権利を守る動きが生まれるなど、「自由な愛」を求める傾向はさらに強まった。今日も、アナキズムはポルノグラフィやBDSM、性産業といった性に関する主題をめぐり、発言や行動を行っている。

## 黎明期
主だった男性のアナキストたちは、プルードンのような例外をのぞいて、女性の平等を強力に支持してきた。たとえばバクーニンは父権社会へ異議を唱え、「女性が男性の絶対的な支配にある」ならわしを批判した。彼の主張によれば、「男性にも女性にも平等な権利がなくてはならない」し、女性は「自分の生き方をつくりあげるために独立し自由になる」べきである。バクーニンは、権威主義的家族制の終焉と十全な女性の性的自由を予想した。一方でプルードンは家族を社会や倫理の最も基本的な単位としてとらえ、女性は家族における伝統的な役割を果たす責任があると考えた。
バクーニンとネチャーエフが愛しあっていたと考えるものもいる。彼らは性の解放について書いたことはないし、何かの恋愛譚を公に語ったこともないが、私的な書簡にはその情熱的な関係が露になっている。バクーニンは1870年6月2日にネチャーエフに手紙を書いた。彼に裏切られたあとだった。「君を深く愛していたし、いまも愛しているよ、ネチャーエフ…どれだけ深く、どれだけ情熱的に、どれだけ思いをこめて君を愛していることだろう。君を信じているよ！」
「社会主義下における人間の魂」のなかでオスカー・ワイルドは、富が皆に分配される平等主義社会を熱をこめて語っている。そこでは富は皆に分配され、権威主義的社会主義は個を圧殺しかねない危険なものである。。後にワイルドはこう語る、「私は単なる社会主義者じゃないと思うんだ。私はアナキストか何かなんだろう、たぶん」。彼のレフト・リバタリアニズムは、後に同性愛者の解放キャンペーンを積極的に行った、19世紀のジョン・ヘンリー・マッケイやエドワード・カーペンターらに共有されていった。